# Столкновения в Монровии (1998)
Столкновения в Монровии 1998 года были результатом попыток президента Либерии Чарльза Тейлора насильственно уничтожить одного из своих последних политических противников, Рузвельта Джонсона, бывшего полевого командира, кран по этнической принадлежности. В то время Джонсон всё ещё жил с небольшим верным отрядом в столице Либерии Монровии. После нескольких вооружённых стычек, почти все подчинённые Джонсона были в конце концов убиты силами безопасности президента Тейлора в результате крупной перестрелки в сентябре 1998 года, хотя сам Джонсон сумел бежать в посольство США. После попытки военизированных формирований Тейлора убить его там, вызвав тем самым крупный дипломатический инцидент, Джонсон был эвакуирован в Гану. Хотя столкновения стали для Тейлора политической победой, в результате которой он изгнал Джонсона из Либерии, последовавшие за столкновениями массовые убийства представителей народа кран привели ко второй гражданской войне в Либерии, в результате которой президент был свергнут.

## Предпосылки
Будучи избранным в 1997 году, президент Чарльз Тейлор укрепил свою власть, в основном путём чистки сил безопасности противников, убийств оппозиционных деятелей и создания новых военизированных формирований, верных только ему или самым верным его офицерам. Тем не менее, у него всё ещё оставалось несколько противников, в основном бывших полевых командиров первой гражданской войны в Либерии, сохранивших часть своих сил, для защиты себя от Тейлора. Самым важным его противником был Рузвельт Джонсон, лидер народности кран и бывший командир Объединённого освободительного движения Либерии за демократию (ULIMO). Хотя Тейлор и назначил его министром сельского развития, Джонсон оставался для него угрозой, поскольку у него ещё были сотни вооружённых сторнников, остававшихся в Монровии. Защищённые нигерийскими миротворцами Группы мониторинга Экономического сообщества западноафриканских государств Джонсон, его люди и члены их семей жили в укреплённом жилом комплексе в центре столицы, размером в один квартал, называвшемся «Кэмп Джонсон-роуд».

## История

### Столкновения
Первые столкновения между сторонниками Тейлора и Джонсона произошли в феврале 1998 года, после того, как Джонсон посетил Нигерию и встретился с президентом Сана Абачей. Тейлор, который в целом был крайне враждебен по отношению к Нигерии из-за её влияния в Западной Африке, полагал, что поездка Джонсона показала, что его соперник и нигерийское правительство планировали свергнуть его. После возвращения Джонсона, представители Специальной службы безопасности Бенджамина Йитена прибыли в международный аэропорт Робертса, чтобы арестовать его. Однако бывший полевой командир оказал сопротивление, и Джонсон был доставлен обратно в Монровию под защитой хорошо вооружённых нигерийских миротворцев. Следующее нападение на Джонсона произошло в марте, когда он отправился в США на лечение. Тейлор снова заподозрил, что поездка его соперника была попыткой заговора. Однако правительство Соединённых Штатов не было заинтересовано в участии в спорах между двумя либерийскими политиками, поскольку не доверяло им обоим. 6 июня шесть членов фракции Джонсона были задержаны силами безопасности в международном аэропорту Робертс, после чего «исчезли».
Однако, в конечном итоге нигерийские миротворцы были выведены из Либерии, оставив Джонсона без международной защиты. 18 сентября 1998 года последователи Тейлора наконец предприняли попытку очистить столицу от Джонсона и его сторонников, хотя официально, он должны были только «разоружить» их. Более ста полувоенных формирований Отдела специальных операций и Анти-террористической группы атаковали Кэмп Джонсон Роуд с двух сторон. Два подразделения, под командованием Йитена и сына Чарльза Тейлора Чаки соответственно стремились полностью уничтожить любое сопротивление и открыли по комплексу огонь из автоматического оружия и РПГ не обращая внимания на мирных жителей, всё ещё живших в Кэмп Джонсон Роуд. Хотя защитники сопротивлялись, они «не могли сравниться с хорошо обученными и высоколояльными» силами Тейлора. Люди Джонсона позвонили в посольство США с просьбой отправить им помощь в виде оставшихся в городе миротворцев, но эти просьбы были проигнорированы. Бои продолжались всю ночь, и к утру 19 сентября комплекс был очищен от соторнников Джонсона; почти все защитники, около трёхсот, были убиты вместе с десятками мирных жителей.
Рузвельту Джонсону, однако, удалось проскользнуть через линии атакующих. С несколькими уцелевшими приверженцами он направился к посольству США, в надежде получить там защиту. Когда группа прибыла к воротам посольства, их настигли преследователи, и началась перестрелка. Первоначально, охранники отказались пускать людей Джонсона внутрь, но когда стало ясно, что их вот-вот убьют, сотрудники службы безопасности США позволили им хотя бы искать убежища за стеной, защищавшей вход в посольство. Сначала люди Тейлора не решались напасть на посольство, но начальник полиции Тейлора приказал «пойти и взять их». Был открыт огонь, в результате которого погибли четыре сторонника Джонсона, в то время как остальным удалось скрыться на территории посольства. Затем боевики либерийского правительства попытались штурмовать ворота посольства, без разбора открывая огонь, в попытках убить убегающего Джонсона. В результате перестрелки были ранены два американца: один из сотрудников Государственного департамента и один подрядчик, что побудило охранников открыть ответный огонь, убив двух нападавших. Когда либерийским силам безопасности стало ясно, что они не смогут выманить Джонсона из посольства, они отступили

### Бунты и массовые убийства
После поражения вооружённой фракции Джонсона, силы безопасности Тейлора начали массовые убийства, уничтожив, по меньшей мере сотни, возможно, даже боле тысячи гражданских представителей народа кран в Монровии. По словам предполагаемых очевидцев, правительственные солдаты совершили массовые убийства в церкви Св. Фомы возле Кэмп Джонсон Роуд и в центрах для беженцев в здании старого министерства общественных работ, а также в здании старого министерства внутренних дел, где они «расстреляли и закололи сотни людей». Жилой комплекс Матади, в основном заселённый представителями кран, был разграблен: женщин изнасиловали, а мужчин похитили и расстреляли. Одиннадцать офицеров-кран также были казнены. Иногда правительственные ополченцы убивали своих жертв перед посольством США

## Последствия
Соединённые Штаты впоследствии эвакуировали половину персонала посольства и развернули небольшую группу морских котиков в качестве дополнительных мер защиты. Правительство США отказалось передать Джонсона Тейлору, зная, что он не получит справедливого судебного разбирательства. Последовало противостояние, продолжавшееся около недели, пока Джонсон и его выжившие соратники не были эвакуированы в Гану. Правительство США потребовало от правительства Либерии извинений за нападение на посольство, а также добивалось расследования ООН. Тейлор неохотно извинился за инцидент в ноябре 1998 года.
Последовавшие за столкновениями массовые убийства привели к тому, что сотни кран, покинули страну; некоторые из этих изгнанников, а именно бывшие бойцы ULIMO, в конечном итоге начали мятеж против Тейлора, переросший во вторую гражданскую войну в Либерии.